# Championnats de France de ski de bosses
Les Championnats de France de ski de bosses (l'une des 6 disciplines du ski acrobatique), sont une compétition créée par la Fédération française de ski (FFS).

## Organisation
Chaque année, une station française organise cette compétition.
Les modes de sélection sont éditées par la FFS . 
Cette compétition comprend deux disciplines : bosses individuelles et bosses parallèles.
Chaque titre se dispute sur une épreuve unique. Des médailles d'or, d'argent et de bronze sont décernées aux trois premiers de chaque épreuve. Les skieurs étrangers qui participent aux courses  ne sont pas intégrés dans les classements spécifiques des championnats de France.
À l'occasion de ces championnats, des épreuves spécifiques sont organisées pour les catégories « jeunes ».

## Palmarès[2],[3]

### Hommes
| Année                                   | Station           | Hommes, bosses individuelles            | Hommes, bosses individuelles | Hommes, bosses individuelles |                                                                 | Hommes, bosses parallèles                                       | Hommes, bosses parallèles                                       | Hommes, bosses parallèles |
| Année                                   | Station           | Or                                      | Argent                       | Bronze                       | Or                                                              | Argent                                                          | Bronze                                                          |                           |
| Les données manquantes sont à compléter |                   |                                         |                              |                              |                                                                 |                                                                 |                                                                 |                           |
| 1980                                    | La Clusaz         | Éric Laboureix                          | Vincent Guinchard            | Philippe Deiber              |                                                                 |                                                                 |                                                                 |                           |
| 1981                                    | Sauze             |                                         |                              |                              |                                                                 |                                                                 |                                                                 |                           |
| 1982                                    | Orciere-Merlette  | Philippe Bron                           | Claude Decagny               | Jack Poillion                |                                                                 |                                                                 |                                                                 |                           |
| 1983                                    | Collet d'Allevard | Philippe Bron                           | Philippe Deiber              | Éric Laboureix               |                                                                 |                                                                 |                                                                 |                           |
| 1984                                    | Serre Chevalier   | Philippe Bron                           | Gilles David                 | Éric Laboureix               |                                                                 |                                                                 |                                                                 |                           |
| 1985                                    | Sauze             |                                         |                              |                              |                                                                 |                                                                 |                                                                 |                           |
| 1986                                    | Megève            | Philippe Bron                           | Frédéric Ratel               | Éric Berthon                 |                                                                 |                                                                 |                                                                 |                           |
| 1987                                    | La Plagne         | Éric Laboureix                          | Bertrand Couette             | Marc Dufour                  |                                                                 |                                                                 |                                                                 |                           |
| 1988                                    | Tignes            | Edgar Grospiron                         | Olivier Allamand             | Philippe Bron                |                                                                 |                                                                 |                                                                 |                           |
| 1989                                    | Tignes            | Bruno Bertrand                          | Olivier Allamand             | Youri Gilg                   |                                                                 |                                                                 |                                                                 |                           |
| 1990                                    | Morzine           | Youri Gilg                              | Fabien Bertrand              | Olivier Cotte                |                                                                 |                                                                 |                                                                 |                           |
| 1991                                    | Tignes            | Éric Berthon                            | Olivier Allamand             | Fabrice Ougier               |                                                                 |                                                                 |                                                                 |                           |
| 1992                                    | La Plagne         | Edgar Grospiron                         | Youri Gilg                   | Frédéric Azzolin             |                                                                 |                                                                 |                                                                 |                           |
| 1993                                    | Tignes            | Fabrice Ougier                          | Fabien Bertrand              | David Carpano                |                                                                 |                                                                 |                                                                 |                           |
| 1994                                    | Méribel           | Youri Gilg                              | Bruno Bertrand               | Edgar Grospiron              |                                                                 |                                                                 |                                                                 |                           |
| 1995                                    | La Plagne         | Fabrice Ougier                          | Johann Grégoire              | Olivier Cotte                | 1996 : Première Édition des Championnats de France en parallèle | 1996 : Première Édition des Championnats de France en parallèle | 1996 : Première Édition des Championnats de France en parallèle |                           |
| 1996                                    | La Plagne         | Youri Gilg                              | Fabrice Ougier               | Laurent Niol                 | Youri Gilg                                                      | Richard Gay                                                     | Cédric Régnier-Lafforgue                                        |                           |
| 1997                                    | Châtel            | Fabrice Ougier                          |                              |                              | Johann Grégoire                                                 |                                                                 |                                                                 |                           |
| 1998                                    | Megève            | Richard Gay                             | Vincent Michaud              | Fabrice Ougier               | Richard Gay                                                     | Johann Gregoire                                                 | Grégory Lecaillon                                               |                           |
| 1999                                    | Tignes            | Johann Grégoire                         | Guillaume Gonthier           | Vincent Michaud              | Johann Grégoire                                                 | Thomas Sainsimon                                                | Guillaume Gonthier                                              |                           |
| 2000                                    | La Plagne         | Cédric Regnier-Lafforgue                | Johann Grégoire              | Richard Gay                  | Johann Grégoire                                                 |                                                                 |                                                                 |                           |
| 2001                                    | Courchevel        | Richard Gay                             |                              |                              | —                                                               | —                                                               | —                                                               |                           |
| 2002                                    | La Plagne         | Laurent Niol                            | Guilbaut Colas               | Ludovic Didier               | —                                                               | —                                                               | —                                                               |                           |
| 2003                                    | Alpe d'Huez       | Guilbaut Colas                          | Laurent Niol                 | Aurélien Drieu               | —                                                               | —                                                               | —                                                               |                           |
| 2004                                    | La Plagne         | Eliminatoires en single finales en duel |                              |                              | Guilbaut Colas                                                  | Laurent Niol                                                    | Richard Gay                                                     |                           |
| 2005                                    | Alpe d'Huez       | Thibaut Apertet                         | Thomas Albanel               | Silvan Palazot               | —                                                               | —                                                               | —                                                               |                           |
| 2006                                    | La Plagne         | —                                       | —                            | —                            | Silvan Palazot                                                  | Julien Bedel                                                    | Pierre Ochs                                                     |                           |
| 2007                                    | Châtel            | —                                       | —                            | —                            | Anthony Benna                                                   | Pierre Ochs                                                     | Thibaut Apertet                                                 |                           |
| 2008                                    | La Plagne         | Guilbault Colas                         | Mathieu Navillod             | Julien Bedel                 | —                                                               | —                                                               | —                                                               |                           |
| 2009                                    | La Toussuire      | —                                       | —                            | —                            | Gabin Rodas                                                     | Pierre Ochs                                                     | Anthony Mora                                                    |                           |
| 2010                                    | Megève            | Anthony Benna                           | Albert Bedouet               | Pierre Ochs                  | Anthony Benna                                                   | Anthony Mora                                                    | Gabin Rodas                                                     |                           |
| 2011                                    | Châtel            | Yohann Seigneur                         | Florian Serra                | Anthony Benna                | Anthony Benna                                                   | Florian Serra                                                   | Yohann Seigneur                                                 |                           |
| 2012                                    | Tignes            | Arnaud Burille                          | Théo Eyraud                  | Silvan Palazot               | Albert Bedouet                                                  | Arnaud Burille                                                  | Antoine Marquenet                                               |                           |
| 2013                                    | La Plagne         | Benjamin Cavet                          | Nicolas Messiez              | Yohann Seigneur              | —                                                               | —                                                               | —                                                               |                           |
| 2014                                    | La Plagne         | Benjamin Cavet                          | Yohann Seigneur              | Albert Bedouet               | —                                                               | —                                                               | —                                                               |                           |
| 2015                                    | Tignes            | Benjamin Cavet                          | Théo Lejeune                 | Sacha Theocharis             | Benjamin Cavet                                                  | Sacha Theocharis                                                | Gael Gaiddon                                                    |                           |
| 2016                                    | Méribel           | Benjamin Cavet                          | Yohann Seigneur              | Anthony Benna                | Sacha Theocharis                                                | Benjamin Cavet                                                  | Anthony Benna                                                   |                           |
| 2017                                    | Châtel            | Benjamin Cavet                          | Sacha Theocharis             | Yohann Seigneur              | Jules Escobar                                                   | Sacha Theocharis                                                | Jeremy Lenvers                                                  |                           |
| 2018                                    | Méribel           | Sacha Theocharis                        | Jules Escobar                | Marius Bourdette             | Sacha Theocharis                                                | Thibaud Mouille                                                 | Martin Suire                                                    |                           |
| 2019                                    | Tignes            | Sacha Theocharis                        | Benjamin Cavet               | Jeremy Lenvers               | Sacha Theocharis                                                | Jeremy Lenvers                                                  | Benjamin Cavet                                                  |                           |
| 2020 - 2021                             | non organisé      | —                                       | —                            | —                            | —                                                               | —                                                               | —                                                               |                           |
| 2022                                    | Megève            | Benjamin Cavet                          | Sacha Theocharis             | Marius Bourdette             | Sacha Theocharis                                                | Benjamin Cavet                                                  | Martin Suire                                                    |                           |
| 2023                                    | Porte-Puymorens   | Benjamin Cavet                          | Martin Suire                 | Thibaud Mouille              | —                                                               | —                                                               | —                                                               |                           |
| 2024                                    | Tignes            | Thibaud Mouille                         | James Crozet                 | Tristan Cayolle              | Paul Andréa Gay                                                 | Léo Crozet                                                      | Hugo Duhem                                                      |                           |

— : Pas d'édition organisée

### Femmes
| Année                                   | Station           | Dames, bosses individuelles             | Dames, bosses individuelles | Dames, bosses individuelles |                                                                 | Dames, bosses parallèles                                        | Dames, bosses parallèles                                        | Dames, bosses parallèles |
| Année                                   | Station           | Or                                      | Argent                      | Bronze                      | Or                                                              | Argent                                                          | Bronze                                                          |                          |
| Les données manquantes sont à compléter |                   |                                         |                             |                             |                                                                 |                                                                 |                                                                 |                          |
| 1980                                    | La Clusaz         | Isabelle Dourlhies                      | Catherine Frarier           | Christine Rossi             |                                                                 |                                                                 |                                                                 |                          |
| 1981                                    | Sauze             |                                         |                             |                             |                                                                 |                                                                 |                                                                 |                          |
| 1982                                    | Orciere-Merlette  | Catherine Frarier                       | Caroline Coquant            | Christine Rossi             |                                                                 |                                                                 |                                                                 |                          |
| 1983                                    | Collet d'Allevard | Catherine Frarier                       | Nadège Ferrier              | Emmanuelle Peguy            |                                                                 |                                                                 |                                                                 |                          |
| 1984                                    | Serre Chevalier   | Catherine Frarier                       | Patricia Picard             | Emmanuelle Peguy            |                                                                 |                                                                 |                                                                 |                          |
| 1985                                    | Sauze             |                                         |                             |                             |                                                                 |                                                                 |                                                                 |                          |
| 1986                                    | Megève            | Catherine Frarier                       | Raphaëlle Monod             | Aurélie Grospiron           |                                                                 |                                                                 |                                                                 |                          |
| 1987                                    | La Plagne         | Raphaëlle Monod                         | Joan Velon                  | Cathy Fechoz                |                                                                 |                                                                 |                                                                 |                          |
| 1988                                    | Tignes            | Raphaëlle Monod                         | Fanny Caspar                | Joan Velon                  |                                                                 |                                                                 |                                                                 |                          |
| 1989                                    | Tignes            | Fanny Caspar                            | Candice Gilg                | Agnès Josserand             |                                                                 |                                                                 |                                                                 |                          |
| 1990                                    | Morzine           | A.Collomb-Clerc                         | Candice Gilg                | Ingrid Goy                  |                                                                 |                                                                 |                                                                 |                          |
| 1991                                    | Tignes            | Cathy Fechoz                            | C.Gastini                   | S.Tartinville               |                                                                 |                                                                 |                                                                 |                          |
| 1992                                    | La Plagne         | Raphaëlle Monod                         | Candice Gilg                | Anne Cattelin               |                                                                 |                                                                 |                                                                 |                          |
| 1993                                    | Tignes            | Anne Cattelin                           | Ingrid Goy                  | Britt Monnier               |                                                                 |                                                                 |                                                                 |                          |
| 1994                                    | Méribel           | Raphaëlle Monod                         | Candice Gilg                | Daniela Schmied             |                                                                 |                                                                 |                                                                 |                          |
| 1995                                    | La Plagne         | Candice Gilg                            | Noëlle Chedal               | Ingrid Goy                  | 1996 : Première Édition des Championnats de France en parallèle | 1996 : Première Édition des Championnats de France en parallèle | 1996 : Première Édition des Championnats de France en parallèle |                          |
| 1996                                    | La Plagne         | Candice Gilg                            | Kathleen Allais             | Fannou Monnier              | Violaine Schneider                                              | Kathleen Allais                                                 | Britt Monnier                                                   |                          |
| 1997                                    | Châtel            | Candice Gilg                            |                             |                             | Candice Gilg                                                    |                                                                 |                                                                 |                          |
| 1998                                    | Megève            | Kathleen Allais                         | Sandra Laoura               | Marie Jouval                | Kathleen Allais                                                 | Bérénice Grégoire                                               | Marie Jouval                                                    |                          |
| 1999                                    | Tignes            | Lucile Bacchi                           | Bérénice Grégoire           | Cécile Gandiol              | Marie Jouval                                                    | Kathleen Allais                                                 | Lucile Bacchi                                                   |                          |
| 2000                                    | La Plagne         | Kathleen Allais                         | Sophie Gaiddon              | Amélie Excoffier            | Kathleen Allais                                                 |                                                                 |                                                                 |                          |
| 2001                                    | Courchevel        | Kathleen Allais                         |                             |                             | —                                                               | —                                                               | —                                                               |                          |
| 2002                                    | La Plagne         | Sophie Gaiddon                          | Bérénice Grégoire           | Marie Jouval                | —                                                               | —                                                               | —                                                               |                          |
| 2003                                    | Alpe d'Huez       | Bérénice Grégoire                       | Sandra Laoura               | Marie Jouval                | —                                                               | —                                                               | —                                                               |                          |
| 2004                                    | La Plagne         | Eliminatoires en single finales en duel | --                          | --                          | Sandra Laoura                                                   | Marie Jouval                                                    | Alizée Boulangeat                                               |                          |
| 2005                                    | Alpe d'Huez       | Sandra Laoura                           | Amélie Excoffier            | Cécilia Piccot              | —                                                               | —                                                               | —                                                               |                          |
| 2006                                    | La Plagne         | —                                       | —                           | —                           | Sandra Laoura                                                   | Alizée Boulangeat                                               | Cécilia Piccot                                                  |                          |
| 2007                                    | Châtel            | —                                       | —                           | —                           | Alizée Boulangeat                                               | Cécilia Piccot                                                  | Anna Tillcomb                                                   |                          |
| 2008                                    | La Plagne         | Fanny Groult                            | Alizée Boulangeat           | Mégane Boulangeat           | —                                                               | —                                                               | —                                                               |                          |
| 2009                                    | La Toussuire      | —                                       | —                           | —                           | Fanny Groult                                                    | Mégane Boulangeat                                               | Victoria Chauvin                                                |                          |
| 2010                                    | Megève            | Julia Charton                           | Hanna Bahezre de Lanlay     | Nicole Gasparini            | Julia Charton                                                   | Lanna Bahzre de lanlay                                          | Léa Lejeune                                                     |                          |
| 2011                                    | Châtel            | Alizée Boulangeat                       | Léa Bouard                  | Nicole Gasparini            | Alizée Boulangeat                                               | Julia Charlton                                                  | Léa Bouard                                                      |                          |
| 2012                                    | Tignes            | Léa Bouard                              | Camille Cabrol              | Julia Charton               | Léa Bouard                                                      | Julia Charton                                                   | Camille Cabrol                                                  |                          |
| 2013                                    | La Plagne         | Perrine Laffont                         | Julia Charton               | Isiatis Caniego             | —                                                               | —                                                               | —                                                               |                          |
| 2014                                    | La Plagne         | Perrine Laffont                         | Margaux Apertet             | Léa Bouard                  | —                                                               | —                                                               | —                                                               |                          |
| 2015                                    | Tignes            | Perrine Laffont                         | Léa Bouard                  | Camille Cabrol              | Perrine Laffont                                                 | Camille Cabrol                                                  | Mathilde Dournier                                               |                          |
| 2016                                    | Méribel           | Perrine Laffont                         | Camille Cabrol              | Mathilde Dournier           | Perrine Laffont                                                 | Mathilde Dournier                                               | Fantine Degroote                                                |                          |
| 2017                                    | Châtel            | Perrine Laffont                         | Mathilde Dournier           | Laly Gibello                | Perrine Laffont                                                 | Mathilde Dournier                                               | Laly Gibello                                                    |                          |
| 2018                                    | Méribel           | Perrine Laffont                         | Camille Cabrol              | Fantine Degroote            | Perrine Laffont                                                 | Camille Cabrol                                                  | Fantine Degroote                                                |                          |
| 2019                                    | Tignes            | Perrine Laffont                         | Fantine Degroote            | Zoe Monty                   | Perrine Laffont                                                 | Fantine Degrote                                                 | Laly Gibello                                                    |                          |
| 2020 - 2021                             | non organisé      | —                                       | —                           | —                           | —                                                               | —                                                               | —                                                               |                          |
| 2022                                    | Megève            | Perrine Laffont                         | Fantine Degroote            | Camille Cabrol              | Perrine Laffont                                                 | Camille Cabrol                                                  | Lise Bertrand                                                   |                          |
| 2023                                    | Porte-Puymorens   | Perrine Laffont                         | Camille Cabrol              | Fantine Degroote            | —                                                               | —                                                               | —                                                               |                          |
| 2024                                    | Tignes            | Camille Cabrol                          | Marie Duaux                 | Lily Joly                   | Camille Cabrol                                                  | Béatrix Broad                                                   | Marie Duaux                                                     |                          |

— : Pas d'édition organisée